# Episodi di The Flash (prima stagione)
La prima stagione della serie televisiva The Flash, composta da ventitre episodi, è stata trasmessa in prima visione assoluta dalla rete televisiva statunitense The CW dal 7 ottobre 2014 al 19 maggio 2015.
In Italia la stagione è stata trasmessa su Italia 1 dal 20 gennaio al 23 giugno 2015.
L’antagonista principale della prima stagione è Eobard Thawne/Anti-Flash.
| n. | Titolo originale           | Titolo italiano             | Prima TV USA     | Prima TV Italia  |
| -- | -------------------------- | --------------------------- | ---------------- | ---------------- |
| 1  | Pilot                      | Una città di eroi           | 7 ottobre 2014   | 20 gennaio 2015  |
| 2  | Fastest Man Alive          | L'uomo più veloce del mondo | 14 ottobre 2014  | 27 gennaio 2015  |
| 3  | Things You Can't Outrun    | The Mist                    | 21 ottobre 2014  | 3 febbraio 2015  |
| 4  | Going Rogue                | Capitan Cold                | 28 ottobre 2014  | 10 febbraio 2015 |
| 5  | Plastique                  | Plastique                   | 11 novembre 2014 | 17 febbraio 2015 |
| 6  | The Flash Is Born          | Girder                      | 18 novembre 2014 | 24 febbraio 2015 |
| 7  | Power Outage               | Blackout                    | 25 novembre 2014 | 3 marzo 2015     |
| 8  | Flash vs. Arrow            | Flash vs. Arrow             | 2 dicembre 2014  | 10 marzo 2015    |
| 9  | The Man in the Yellow Suit | Firestorm                   | 9 dicembre 2014  | 17 marzo 2015    |
| 10 | Revenge of the Rogues      | Heat Wave                   | 20 gennaio 2015  | 24 marzo 2015    |
| 11 | The Sound and The Fury     | Il pifferaio                | 27 gennaio 2015  | 31 marzo 2015    |
| 12 | Crazy For You              | Peek-a-Boo                  | 3 febbraio 2015  | 7 aprile 2015    |
| 13 | The Nuclear Man            | L'uomo nucleare             | 10 febbraio 2015 | 14 aprile 2015   |
| 14 | Fallout                    | Gorilla Grodd               | 17 febbraio 2015 | 21 aprile 2015   |
| 15 | Out of Time                | Il mago del tempo           | 17 marzo 2015    | 28 aprile 2015   |
| 16 | Rogue Time                 | Lisa Snart                  | 24 marzo 2015    | 4 maggio 2015    |
| 17 | Tricksters                 | Trickster                   | 31 marzo 2015    | 12 maggio 2015   |
| 18 | All Star Team Up           | Bug-Eyed Bandit             | 14 aprile 2015   | 19 maggio 2015   |
| 19 | Who is Harrison Wells?     | Everyman                    | 21 aprile 2015   | 26 maggio 2015   |
| 20 | The Trap                   | La trappola                 | 28 aprile 2015   | 2 giugno 2015    |
| 21 | Grodd Lives                | Grodd vive                  | 5 maggio 2015    | 9 giugno 2015    |
| 22 | Rogue Air                  | I nemici                    | 12 maggio 2015   | 16 giugno 2015   |
| 23 | Fast Enough                | Wormhole                    | 19 maggio 2015   | 23 giugno 2015   |

## Una città di eroi
- Titolo originale: Pilot
- Diretto da: David Nutter
- Scritto da: Greg Berlanti, Andrew Kreisberg e Geoff Johns (soggetto); Andrew Kreisberg e Geoff Johns (sceneggiatura)

### Trama
Dopo essere tornato da Starling City, Barry Allen, un assistente di scena del crimine legale per il dipartimento di polizia di Central City, viene colpito da un fulmine durante un temporale unitosi all'esplosione dell'acceleratore di particelle dello S.T.A.R. Labs, creato da Harrison Wells. In coma per nove mesi, Barry si risveglia nello S.T.A.R. Labs, sotto le cure del suo idolo, il dottor Harrison Wells (costretto a stare in una sedia a rotelle dopo l'esplosione), insieme ai suoi collaboratori, la dottoressa Caitlin Snow e Cisco Ramon. Barry scopre che può muoversi a velocità straordinarie e, allo stesso tempo, che ci sono altre persone, le quali hanno avuto dei poteri, colpite anche loro dall'onda di energia liberata dall'acceleratore di particelle, soprannominati "metaumani". Barry si imbatte in uno di essi, Clyde Mardon, rapinatore di banche che ha la capacità di controllare le condizioni meteorologiche. Il ragazzo sente il dovere di fermarlo, ma Wells lo scoraggia sostenendo che non serve a niente rischiare la vita e che la sua velocità serve per scopi maggiori. Barry usa la supervelocità per andare a Starling City in modo da chiedere consiglio a Oliver Queen, il quale lo sprona a diventare un eroe. Per fermare Mardon, Barry viene dotato di una tuta in grado di sopportare la sua alta velocità. Grazie a Cisco, il criminale viene rintracciato in una vecchia fattoria, già raggiunta dal detective Joe West (padre adottivo di Barry), che scopre i superpoteri del metaumano. Grazie all'assistenza tecnica dei suoi amici, Barry riesce a fermare il terribile tornado creato da Mardon. Questi però punta una pistola alla testa del ragazzo per assassinarlo e Joe è costretto a sparargli, uccidendolo. Anche Wells rivede la sua opinione sulle intenzioni del ragazzo. Barry promette di scoprire chi ha ucciso sua madre quando era bambino, convinto che sia stato un'altra persona con abilità simili alle sue. In seguito, in una stanza segreta dello S.T.A.R. Labs, Wells rivela di non essere paraplegico, mentre legge un giornale del futuro, anno 2024, sul destino di Barry come Flash.
- Guest star: Stephen Amell (Oliver Queen/Arrow), Michelle Harrison (Nora Allen), Chad Rook (Clyde Mardon), Patrick Sabongui (David Singh), Al Sapienza (Detective Fred Chyre), John Wesley Shipp (Henry Allen), Logan Williams (giovane Barry Allen)
- Ascolti USA: 4 830 000 telespettatori – share 18-49 anni 6%[4]
- Ascolti Italia: 2 824 000 telespettatori - share 9.46%[5]

## L'uomo più veloce del mondo
- Titolo originale: Fastest Man Alive
- Diretto da: David Nutter
- Scritto da: Greg Berlanti e Andrew Kreisberg (soggetto); Andrew Kreisberg e Geoff Johns (sceneggiatura)

### Trama
Con l'aiuto di Cisco, Barry inizia a usare le sue abilità per fermare i crimini minori e aiutare i cittadini in difficoltà. Purtroppo, sfruttando sempre di più le sue abilità, comincia a ottenere un effetto collaterale: stanchezza e debilitazione. Mentre aiuta Iris per un compito scolastico, i due assistono a una rapina e, nel tentativo di fermare i criminali, sviene. La squadra dello S.T.A.R. Labs scopre che Barry sta diventando ipoglicemico a causa di un metabolismo iperaccelerato dalle sue abilità. Di conseguenza, Caitlin gli procura una nuova dieta per avere le calorie necessaire a mantenere il suo livello di energia. La squadra, alla fine, scopre che i ladri sono in realtà un'unica persona, Danton Black, che ha la capacità di creare cloni di se stesso. Black vuole uccidere il suo ex datore di lavoro, Simon Stagg, che ha rubato la sua ricerca di clonazione. Con l'incoraggiamento di Joe, Barry insegue Black e, con successo, gli impedisce di uccidere Stagg. Tuttavia, Black si suicida preferendo morire piuttosto che farsi catturare. In seguito, Barry accetta l'aiuto di Joe per scoprire chi realmente ha ucciso la madre di Barry. Più tardi, Wells visita Stagg, che è già diventato ossessionato da Flash dopo avere assistito ai suoi poteri e prevede di sfruttarlo come ha fatto con Black. Per proteggere il velocista, Wells uccide Stagg alzandosi dalla sedia a rotelle e trafiggendolo al cuore con un coltello.
- Guest star: Patrick Sabongui (David Singh), Michael Christopher Smith (Danton Black/Multiplex), William Sadler (Simon Stagg), John Wesley Shipp (Henry Allen), Logan Williams (giovane Barry Allen), Amina Elkatib (giovane Iris West), Michasha Armstrong (Java), Evelyn Chew (mamma di Paige), Emily Delahunty (Paige)
- Ascolti USA: 4 270 000 telespettatori – share 18-49 anni 5%[6]
- Ascolti Italia: 2 575 000 telespettatori - share 8.53%[7]

## The Mist
- Titolo originale: Things You Can't Outrun
- Diretto da: Jesse Warn
- Scritto da: Alison Schapker e Grainne Godfree

### Trama
Quando la polizia indaga sull'omicidio di una delle famiglie criminali della città, Barry sospetta che l'assassino possa essere un metaumano che può controllare i gas velenosi. Mentre Barry e Joe lavorano per scoprire l'identità del killer, il dottor Wells e la sua squadra trasformano l'acceleratore di particelle in una prigione, appositamente creata per contenere i metaumani e le loro mutazioni. Questo luogo riporta a galla i ricordi e i sentimenti della dottoressa Snow. Infatti il suo fidanzato, Ronnie Raymond, si era sacrificato per cercare di contenere l'esplosione dell'acceleratore di particelle. A seguito di un altro omicidio, Barry individua l'assassino, Kyle Nimbus, ma non è in grado di sconfiggerlo. Allo stesso tempo scopre, a sue spese, che Kyle non controlla i gas, ma letteralmente trasforma il suo corpo in essi. Il team viene a sapere che Joe, che era il detective che seguiva il caso in origine, è il prossimo obiettivo del criminale. Barry arriva in tempo alla prigione di Iron Heights per salvare la vita di Joe, costringendo poi Kyle a inseguirlo per farlo stancare, in modo tale da sconfiggerlo prima che possa tornare a diventare gassoso. Il team blocca Kyle in una cella personalizzata, in grado di impedirgli di fuggire. In un flashback, quando esplode l'acceleratore, si vede il dottor Wells che entra nella sua stanza nascosta e guarda un video di sorveglianza, dove Barry viene colpito dal fulmine che lo ha reso Flash nel suo laboratorio.
- Guest star: Patrick Sabongui (David Singh), John Wesley Shipp (Henry Allen), Robbie Amell (Ronnie Raymond), Anthony Carrigan (Kyle Nimbus/The Mist), Michael Benyaer (Araz Darbinyan), Arash Ghorbani (Raffi Darbinyan), Elizabeth McLaughlin (giudice Theresa Howard), Gerald Paetz (Curtis), Michael Karl Richards (Paulson)
- Ascolti USA: 3 590 000 telespettatori – share 18-49 anni 4%[8]
- Ascolti Italia: 2 552 000 telespettatori - share 8.46%[9]

## Capitan Cold
- Titolo originale: Going Rogue
- Diretto da: Glen Winter
- Scritto da: Geoff Johns e Kai Yu Wu

### Trama
Un pericoloso criminale di nome Leonard Snart riesce a rubare un'arma degli S.T.A.R. Labs, una specie di pistola in grado di sparare raggi congelanti. Nel frattempo Barry ha la felice visita di Felicity Smoak, venuta da Starling City per incontrarlo, con Iris che incoraggia l'amico a farsi avanti con lei sostenendo che sono perfetti insieme. Snart cerca di uccidere delle persone con la sua arma, ma Barry riesce a salvarle. Purtroppo, entra in contatto con il raggio congelante che lo indebolisce, impedendogli di salvare uno dei bersagli di Snart, che muore sotto l'effetto dell'arma. Cisco ammette di essere stato lui a creare la pistola per fermare Barry nel caso si fosse rivelato un cattivo soggetto. Barry si arrabbia, ma Felicity cerca di fargli capire che per un gruppo è difficile costruire un rapporto di fiducia così presto. Infatti pure lei ci ha messo molto prima di fidarsi di Oliver, quindi gli consiglia di dare a Cisco e Caitlin una seconda possibilità, perché quella dell'eroe è una vita solitaria, e avere degli amici è importante. Iris cerca di convincere suo padre ad accettare la sua storia con Eddie, ma Joe cerca di farle capire che Eddie è il suo partner, e che ora sarà più difficile coprirgli le spalle e proteggerlo sapendo quanto per Iris lui sia importante, ma alla fine accetta la cosa capendo che in fondo Eddie è un tipo in gamba. Poco dopo Flash combatte nuovamente con "Capitan Cold". Durante lo scontro Snart distrugge dei vagoni di un treno, ma viene comunque sconfitto. Quando Snart sta per dare a Barry il colpo di grazia, Cisco lo mette in fuga utilizzando una strana arma (che in realtà è un aspirapolvere decorata con delle luci a intermittenza). Felicity torna a casa in treno, Barry la raggiunge e i due hanno modo di parlare dei sentimenti che provano per Oliver e Iris. Infatti nonostante siano perfetti l'uno per l'altra i due sono innamorati di altre persone. Barry e Felicity si salutano con un bacio. A fine episodio Leonard si trova un collaboratore, che a suo dire è molto pratico con il fuoco, a cui regala un'arma. Il suo nome è Mick.
- Guest star: Patrick Sabongui (David Singh), Wentworth Miller (Leonard Snart/Captain Cold), Emily Bett Rickards (Felicity Smoak), Bruce Harwood (Dexter Myles), Sarah Hayward (Pat), Robert Mann (Basil Nurblin), Jesse Reid (Oswald Loomis)
- Ascolti USA: 3 530 000 telespettatori – share 18-49 anni 5%[10]
- Ascolti Italia: 2 031 000 telespettatori - share 6.51%[11]

## Plastique
- Titolo originale: Plastique
- Diretto da: Dermott Downs
- Scritto da: Aaron Helbing, Todd Helbing e Brooke Eikmeier

### Trama
Barry, Iris, Eddie, Cisco e Caitlin vanno a bere in un bar e Barry scopre che gli alcolici non hanno effetto su di lui a causa del suo supermetabolismo. Nel mentre Eddie riceve una chiamata che lo avverte di una bomba esplosa in un palazzo. Barry, nelle vesti della Scia, indaga e scopre che la bomba in realtà è un metaumano che ha il potere di fare esplodere qualunque cosa tocchi, il sergente Bette Sans Souci. Barry la trova e cerca di aiutarla, inoltre la protegge dal generale Wade Eiling, un suo ex superiore che vuole sfruttarla. Intanto Iris crea un blog dedicato alla Scia, facendo cominciare a preoccupare Barry, spaventato dal fatto che qualche metaumano malvagio potrebbe farle del male pensando che lei sappia qualcosa su di lui. Quindi il ragazzo, nei panni della Scia, cerca di convincerla a chiudere il blog, ma lei gli rivela che fa tutto questo per Barry, per dargli speranza così che possa finalmente dare una risposta all'inspiegata morte della madre. Wells, all'insaputa di Barry e degli altri, spinge Bette a uccidere Eiling, portandola a credere che con il suo omicidio farà giustizia. La ragazza, manipolata da Wells, cerca di uccidere il generale, ma Barry la ferma e Eiling la uccide con un colpo di pistola. Il corpo di Bette si appresta a scoppiare, quindi Barry usa la sua supervelocità per correre sull'acqua e portarla in mare, dove l'esplosione non crea vittime. Barry prova a convincere Iris ancora una volta a smetterla con i suoi articoli sulla Scia, ma Iris non intende fermarsi finché la gente non crederà in lui. Di conseguenza, Barry decide di non frequentarla, almeno per il momento. Eiling parla con Wells riferendogli che ha capito che c'è dietro lui alla Scia e vuole portarlo con la forza a lavorare alle sue direttive. Tuttavia Wells non è interessato e lo convince ad andarsene con il pretesto di raccontare all'opinione pubblica quello che lui voleva fare sfruttando i poteri di Bette, distruggendolo se Eiling cercherà ancora di minacciarlo. L'episodio si conclude con un flashback risalente a cinque anni prima, quando Wells lavorava per Eiling. A quel tempo Wells faceva esperimenti su un gorilla, Grodd, affermando che aveva grandi progetti per lui.
- Guest star: Clancy Brown (generale Wade Eiling), Kelly Frye (Bette Sans Souci/Plastique), Patrick Sabongui (David Singh), Jan Bos (dottore Harold Hadley), Simon Burnett (Gorilla Grodd)
- Ascolti USA: 3 460 000 telespettatori – share 18-49 anni 5%[12]
- Ascolti Italia: 2 121 000 telespettatori - share 7.26%[13]

## Girder
- Titolo originale: The Flash Is Born
- Diretto da: Millicent Shelton
- Scritto da: Jaime Paglia e Chris Rafferty

### Trama
Barry insegue un ladro d'auto, Tony Woodward. Dopo averlo raggiunto lo affronta, per poi scoprire che si tratta di un metaumano con la capacità di trasformare il suo corpo in metallo. Barry non può fare niente contro di lui e decide di battere in ritirata dopo essersi ferito alla mano. Tony e Barry si conoscevano da quando erano piccoli: Tony infatti era un bullo che picchiava Barry insultandolo per la morte della madre e accusando il padre di essere un assassino. La polizia decide di prendere il caso di Tony, non consapevoli dei suoi poteri. Quindi Eddie prende la situazione in mano e indaga con l'aiuto di Barry. Lui e il detective iniziano a legare e riescono a diventare buoni amici. Cisco fa dei calcoli, e si rende conto che, per indebolire il corpo metallico di Tony, il supereroe dove colpirlo a una velocità di 1347 km/h, infrangendo la barriera del suono. Joe continua a indagare sulla morte di Nora e inizia a maturare l'idea che l'assassino abbia gli stessi poteri di Barry. Parlando con Wells avanza l'ipotesi che i metaumani esistevano già molti anni prima e che perciò qualcuno forse aveva creato un acceleratore di particelle in quel periodo. Tony rapisce Iris e la porta nella loro vecchia scuola per costringere la reporter a scrivere un articolo su di lui. Barry corre a salvarla e affronta Tony. Alla fine riesce a sconfiggerlo con un pugno supersonico, ottenuto raggiungendo la velocità che Cisco gli aveva indicato. Alla fine Iris colpisce il metaumano a sua volta con un altro pugno mettendolo al tappeto. Barry si rivela a Tony e lo rinchiude in una prigione dei S.T.A.R. Labs. Barry e Iris decidono di tornare a essere amici e Iris decide di dare un nuovo nome al velocista, Flash. A fine episodio un altro uomo che, come Barry, possiede la supervelocità, entra nella casa di Joe e lo minaccia di lasciare perdere le indagini sull'omicidio di Nora, altrimenti ucciderà Iris, sua figlia.
- Guest star: Greg Finley (Tony Woodward/Girder), Patrick Sabongui (David Singh), Lauren Denham (Stacy Conwell), Daniel Mallinson (ufficiale Doyle), Logan Williams (giovane Barry Allen), Amina Elkatib (giovane Iris West), Austin Dunn (giovane Tony Woodward)
- Ascolti USA: 3 730 000 telespettatori – share 18-49 anni 4%[14]
- Ascolti Italia: 2 241 000 telespettatori - share 7.54%[15]

## Blackout
- Titolo originale: Power Outage
- Diretto da: Larry Shaw
- Scritto da: Alison Schapker e Grainne Godfree

### Trama
Barry si vede costretto ad affrontare un altro metaumano, Farooq Gibran, che ha la capacità di assorbire l'elettricità. Barry lo combatte, ma viene colpito dai suoi raggi elettrici che assorbono la sua velocità, quindi si ritira. Il ragazzo torna ai S.T.A.R. Labs, ma Gibran lo insegue, facendo irruzione nella struttura e generando un blackout. Al dipartimento di polizia il criminale William Tockman approfittando del blackout, riesce ad ottenere il controllo del distretto, con una pistola spara a Eddie e prende Iris in ostaggio. Intanto Gibran intende portare a termine la sua vendetta uccidendo Wells, dato che ritiene che lo scienziato, con il suo acceleratore di particelle, lo abbia trasformato in un mostro. Caitlin, Cisco e Wells cercano di fare riacquistare a Barry i suoi poteri con una scossa elettrica, mentre lui corre su un tapis roulant, senza successo. Inoltre Wells libera Tony Woodward dalla sua gabbia per distrarre Gibran e prendere tempo mentre Barry cercava di riprendere la sua velocità, morendo nel tentativo. Barry si arrabbia con Wells ammettendo che, anche se era stato terribile nei suoi confronti, Tony non meritava di morire. Iris, nel mentre, usando la pistola di Eddie, mette Tockman fuori combattimento. Gibran si ritrova Wells davanti a lui, il quale si consegna per proteggere Cisco, Caitlin e Barry, ma quando il metaumano stava per dare la sua scossa letale al dottore, Barry riesce a riacquistare le sue capacità, iniziando a correre persino più velocemente di prima. Gibran assorbe nuovamente i suoi poteri, ma questa volta l'energia di Barry è persino superiore di quella che aveva l'altra volta. Gibran muore a causa dell'energia in eccesso. Eddie viene ricoverato in ospedale, riuscendo a salvarsi. A fine episodio, Wells preleva alcune cellule dal cadavere di Gibran, trovando interessante il modo in cui lui riusciva ad assorbire l'energia degli altri.
- Guest star: Michael Reventar (Farooq Gibran/Blackout), Robert Knepper (William Tockman/Re degli orologi), Greg Finley (Tony Woodward/Girder), Patrick Sabongui (David Singh), Anthony Carrigan (Kyle Nimbus/The Mist), Daniel Mallinson (ufficiale Doyle), Jacky Lai (Daria Kim), Alex Barima (Jake Davenport), Morena Baccarin (voce di Gideon)
- Ascolti USA: 3 470 000 telespettatori – share 18-49 anni 4%[16]
- Ascolti Italia: 2 283 000 telespettatori - share 7.81%[17]

## Flash vs. Arrow
- Titolo originale: Flash vs. Arrow
- Diretto da: Glen Winter
- Scritto da: Greg Berlanti e Andrew Kreisberg (soggetto); Ben Sokolowski e Brooke Eikmeier (sceneggiatura)

### Trama
Un nuovo metaumano si fa vivo a Central City: si tratta di Roy Bivolo, che ha la capacità di scatenare rabbia nelle persone soltanto guardandole negli occhi. Sfrutta questa capacità per commettere una rapina a una banca, approfittando della situazione creatosi; Bivolo usa il suo potere per fare arrabbiare le persone all'interno della banca, facendole combattere tra loro mentre lui agisce indisturbato. Barry viene anch'egli colpito dal potere di Bivolo, anche se mostrerà i sintomi in ritardo rispetto alle altre vittime. Intanto Eddie cerca di convincere il capitano della polizia che Flash è una minaccia, quindi Iris si arrabbia con lui, dopo di che organizza un incontro per avvertire Flash che la polizia potrebbe iniziare a dargli la caccia, ma mentre parlano Cisco informa Barry che la polizia sta rintracciando Bivolo. Joe e altri due agenti sono in un vecchio magazzino tenendo sotto tiro il metaumano. Quest'ultimo ipnotizza uno dei due agenti, che tenta di attaccare Joe. All'improvviso arriva Flash, che salva Joe ma sta per essere colpito dal fucile dell'agente ipnotizzato. A quel punto arriva Oliver Queen nelle vesti di Arrow, che colpisce l'agente con una freccia, facendolo rinsavire. Oliver Queen arriva a Central City per indagare su un criminale che uccide con dei boomerang. Il dottor Wells e Joe però non si fidano di Arrow, considerandolo una minaccia, dato che uccide la gente per fare giustizia. Oliver decide di addestrare Barry, sotto consiglio di Felicity, dimostrando che il ragazzo, pur avendo dei grandi poteri, non li usa in modo abbastanza costruttivo. Barry decide di affrontare Bivolo da solo, ma diventa vittima del suo potere e all'improvviso inizia a sentire la rabbia provocata, e, in preda alla collera, attacca Eddie. Arrow quindi si precipita a fermarlo: fa scappare Eddie e inizia una lotta con Flash che, nonostante i suoi straordinari poteri, trova in Oliver un degno avversario, grazie alle sue competenze nel combattimento e nella strategia tattica. Lo scontro si conclude quando Joe e il dottor Wells fanno vedere a Barry una forte combinazione di luci scientificamente intermittenti, che annullano l'effetto della rabbia. Flash e Arrow insieme catturano Bivolo, rinchiudendolo nel tunnel della S.T.A.R. Labs. Oliver capisce che Barry è innamorato di Iris ma gli dà un suggerimento: di stare lontano da lei perché gli eroi non possono stare con le persone che amano per il loro bene. Oliver ha modo di rivedere la ragazza che otto anni fa (inconsapevolmente) mise incinta, e la saluta. Flash si scusa con Iris per quello che ha fatto a Eddie, ma lei non vuole sentire ragioni. Nel finale si vede l'arrivo di Firestorm.
- Guest star: Stephen Amell (Oliver Queen/Green Arrow), David Ramsey (John Diggle), Emily Bett Rickards (Felicity Smoak), Paul Anthony (Roy Bivolo/Rainbow Raider), Anna Hopkins (Samantha Clayton), Patrick Sabongui (David Singh), Michael Reventar (Farooq Gibran/Blackout), Robbie Amell (Ronnie Raymond)
- Nota. L'episodio è la prima parte di un crossover con la serie Arrow. La seconda parte è costituita dall'episodio Il coraggio e l'audacia.
- Ascolti USA: 4 340 000 telespettatori – share 18-49 anni 5%[18]
- Ascolti Italia: 2 306 000 telespettatori - share 7.96%[19]

## Firestorm
- Titolo originale: The Man in the Yellow Suit
- Diretto da: Ralph Hemecker
- Scritto da: Todd Helbing e Aaron Helbing

### Trama
Barry e Joe stanno decorando l'albero di Natale. Barry e Iris decidono di scambiarsi i regali in anticipo e la ragazza rimane sorpresa quando scopre che Barry le ha regalato una catenina d'oro con la replica dell'anello di sua madre, perso anni addietro. Dopo Eddie le chiede di trasferirsi a casa sua, ma è preoccupato che Barry provi qualcosa per lei. Nel frattempo un uomo vestito di giallo, dotato d'ipervelocità, arriva ai Mercury Labs e uccide due guardie e cerca di prendere un prototipo di tachioni che permetterebbe di assorbire la forza della velocità e così di viaggiare più veloce della luce. Harrison Wells, Cisco e Caitlin preparano una trappola chiedendo alla dottoressa McGee, capo dei Mercury Labs, di prestargli il prototipo. Il velocista fa visita a Barry, sfidandolo in un inseguimento che si conclude allo stadio di Central City. Dopo averlo picchiato, l'uomo in giallo profetizza che è destino perdere contro di lui, dopo di che sparisce. Umiliato, Barry va a trovare suo padre, e gli dice di sentirsi in colpa di non avere trovato l'assassino di sua madre, ma Henry lo sprona a guardare avanti e vivere la sua vita e di smetterla con l'ossessione dell'Uomo in Giallo. Allora Barry va a confessare i suoi sentimenti a Iris, che si commuove, ma Barry ammette di essere arrivato tardi e non vuole mettersi fra lei ed Eddie. Caitlin nel garage di un centro commerciale vede Ronnie Raymond, il suo fidanzato, creduto morto. Ronnie però non la guarda e non riconosce né il suo viso e né il suo nome, ma si autonomina Firestorm, mostrando i suoi poteri. Agli S.T.A.R. Labs la trappola è pronta, ma Joe e Wells non vogliono Barry nei paraggi, poiché è troppo instabile emotivamente. Il piano funziona e il velocista in tuta gialla viene circondato da Wells, Joe, Eddie e dalla polizia. A causa di un sovraccarico, però, lo scudo energetico in cui era tenuto comincia a fluttuare e, dopo essersi autoproclamato Anti-Flash, il velocista afferra Wells e comincia a picchiarlo. Per fermarlo, Joe distrugge il generatore dello scudo, permettendo all'Anti-Flash di rubare il prototipo, per poi mettere al tappeto l'intera squadra, disarmare Eddie e aggredire Joe. Flash interviene in tempo e i due velocisti cominciano a lottare. L'Anti-Flash, però, ha la meglio, smaschera Barry e lo butta a terra. Solo l'arrivo di Firestorm fa fuggire il velocista in tuta gialla, grazie a una sua fiammata. In seguito Ronnie intima a Caitlin di non cercarlo più. Alla fine viene organizzata una festa a casa West dove Cisco rivela a Joe che durante l'assassinio di Nora Allen c'erano due velocisti: Barry infatti aveva dichiarato di avere visto oltre ai lampi gialli dei lampi rossi e Joe immagina che l'Anti-Flash avesse un complice. Barry, intanto, si congratula con Eddie e Iris per la loro decisione di convivere. Wells, intanto, nella sua stanza segreta, apre un ingresso sul muro dove c'è il costume da Anti-Flash, a cui applica il prototipo delle Mercury Labs e dice "Buon Natale" con la voce alterata da uomo in giallo.
- Guest star: Robbie Amell (Ronnie Raymond/Firestorm), Amanda Pays (Tina McGee), John Wesley Shipp (Henry Allen), Michelle Harrison (Nora Allen), Logan Williams (giovane Barry Allen), Patrick Sabongui (David Singh)
- Ascolti USA: 4 660 000 telespettatori – share 18-49 anni 5%[20]
- Ascolti Italia: 2 092 000 telespettatori - share 7.19%[21]

## Heat Wave
- Titolo originale: Revenge of the Rogues
- Diretto da: Nick Copus
- Scritto da: Kai Yu Wu e Geoff Johns

### Trama
Dopo lo scontro con l'Anti-Flash, Barry chiede al dott. Wells, a Cisco e a Caitlin di aiutarlo a diventare più veloce. Nel frattempo Iris sta per trasferirsi a casa di Eddie e fra lei e Barry corre molto imbarazzo dopo che lui le ha confessato i suoi sentimenti. Caitlin, intanto, scopre che Firestorm è un progetto scientifico presieduto dal dottor Martin Stein, misteriosamente scomparso. Parallelamente, Leonard Snart torna a Central City con Mick Rory, determinati a eliminare Flash per fare della città il loro parco giochi. Capitan Cold è armato di un fucile congelante, mentre Rory, che imbraccia un lanciafiamme portatile, diventa Heat Wave. I loro tentativi di attirare Flash in una trappola non vanno a buon fine, perché Barry è deciso a concentrarsi sul suo allenamento. Così i due criminali adottano un'altra strategia: rapiscono Caitlin per costringere l'eroe a uscire allo scoperto, sfidandolo nelle strade di Central City sotto gli occhi della polizia. Joe e Cisco, invece, si precipitano in soccorso di Caitlin, e la salvano. Lo scontro tra Flash e i due criminali sembra quasi risolversi in favore di questi ultimi, ma Barry, capendo di dover rallentare, riesce a fare in modo che le loro armi incrocino i flussi, annullandosi a vicenda. Snart e Rory vengono arrestati. Flash, intanto, viene celebrato come un eroe dalla polizia di Central City: la sua esistenza è ormai di dominio pubblico. Nel finale la sorella di Capitan Cold riesce a liberare i due criminali durante il trasferimento in carcere.
- Guest star: Wentworth Miller (Leonard Snart/Captain Cold), Dominic Purcell (Mick Rory/Heat Wave), Luc Roderique (Jason Rusch), Patrick Sabongui (David Singh), Fulvio Cecere (agente Vukuvich), Michael Karl Richards (agente Harvey Paulson), Graeme Doyle (agente Gibbons), Jane Craven (Rachel Rathaway), James Ralph (Osgood Rathaway), Lee Shorten (Vito)
- Ascolti USA: 3 870 000 telespettatori – share 18-49 anni 5%[22]
- Ascolti Italia: 2 103 000 telespettatori - share 7.25%[23]

## Il pifferaio
- Titolo originale: The Sound and The Fury
- Diretto da: John F. Showalter
- Scritto da: Alison Schapker e Brooke Eikmeier

### Trama
Hartley Rathaway, un giovane ex collaboratore del dottor Harrison Wells, torna a vendicarsi del suo mentore dopo l'esplosione dell'acceleratore di Particelle, visto che quest'ultimo non gli aveva dato retta all'ipotesi di un'esplosione, arrivando perfino a licenziarlo per la sua insistenza. Ora, in grado di manipolare le onde sonore con un guanto tecnologico creato da lui stesso, Rathaway è una minaccia pericolosa sia per Wells che per Flash. Dopo essersi fatto battere volutamente e rinchiudere dal velocista, Rathaway, riuscito a liberarsi, usa i suoi guanti per trasmettere onde sonore nella stessa frequenza dell'auricolare di Flash, con cui si scontra nuovamente su un pontile, riuscendo a metterlo in un primo momento al tappeto. Grazie a Cisco, però, li stessi vengono distrutti con un sistema informatico, così Flash riporta il nemico in una cella della S.T.A.R. Labs. Nel frattempo Iris è entusiasta perché assunta dal City Central Picture News come la loro ultima giornalista alle prime armi. Purtroppo il suo editore la accoppia con un giornalista veterano, Mason Bridge, il quale non vuole avere niente a che fare con lei. Cisco ricorda il suo primo giorno di lavoro presso S.T.A.R. Labs quando incontrò Hartley e Caitlin. Joe chiede a Eddie un favore, ovvero di iniziare un'indagine su Wells e di mantenere il segreto a Barry.
- Guest star: Andy Mientus (Hartley Rathaway/Il Pifferaio), Roger Howarth (Mason Bridge), Morena Baccarin (IA Gideon), Tom Butler (Eric Larkin)
- Ascolti USA: 4 080 000 telespettatori – share 18-49 anni 4%[24]
- Ascolti Italia: 2 007 000 telespettatori - share 6.97%[25]

## Peek-a-Boo
- Titolo originale: Crazy For You
- Diretto da: Rob Hardy
- Scritto da: Aaron Helbing e Todd Helbing

### Trama
Barry indaga su Shawna Baez, meta-umana teleporta che ha fatto evadere il suo fidanzato dalla prigione di Iron Heights. Henry Allen, che si trova nella stessa prigione, scopre informazioni utili, ma finisce in infermeria per avere fatto troppe domande. Barry e Caitlin trascorrono la serata in un locale che Shawna era solita frequentare, però i criminali non si fanno vivi. Allora i due ragazzi ne approfittano per divertirsi un po'. Barry viene abbordato da Linda Park, giornalista sportiva del Central City Picture News (il giornale che ha appena assunto Iris), ricevendo il numero della ragazza. Intanto Cisco fa uscire Hartley Rathaway per scoprire qualcosa sulla sorte di Ronnie Raymond. Hartley gli rivela che il corpo di Ronnie si è fuso con quello del dott. Martin Stein e gli dice la seguente frase: "Non sei l'unico che capisce qualcosa di vibrazioni". Dopo Rathaway tramortisce Cisco, tirando fuori dall'interno dell'orecchio una specie di arma-auricolare, per poi riuscire a fuggire. Alla fine Barry rintraccia Shawna dentro a un tunnel e riesce a sconfiggerla dopo avere distrutto tutte le luci nella galleria: per teletrasportarsi, infatti, la metaumana ha bisogno di vedere dove può andare. Sul lettino in infermeria, Henry fa capire a Barry di avere più o meno scoperto il suo segreto. Barry inizia a frequentare Linda e Iris è visibilmente gelosa nel vederlo con un'altra. Nell'ultima scena un enorme gorilla passeggia per le fogne, dove si legge la scritta Grodd.
- Guest star: Britne Oldford (Shawna Baez/Peek-a-Boo), Andy Mientus (Hartley Rathaway), John Wesley Shipp (Henry Allen), Victor Garber (Martin Stein), Malese Jow (Linda Park), Micah Parker (Clay Parker), Scott McNeil (Julius), Jerry Trimble (Marcus Stockheimer), Tom MacNeill (ufficiale Anderson), Robbie Amell (Ronnie Raymond), Simon Burnett (Gorilla Grodd)
- Ascolti USA: 3 600 000 telespettatori – share 18-49 anni 4%[26]
- Ascolti Italia: 2 139 000 telespettatori - share 7.11%[27]

## L'uomo nucleare
- Titolo originale: The Nuclear Man
- Diretto da: Glen Winter
- Scritto da: Andrew Kreisberg e Katherine Walczak

### Trama
Quando Ronnie attacca un fisico, il team di Barry decide di fermare il fidanzato di Caitlin, soprattutto ora che è un metaumano. Per rintracciarlo, Allen indaga sul dott. Martin Stein e sul suo progetto segreto, Firestorm, sforzandosi di dividere il tempo come Flash con la sua relazione con Linda Park. Martin Stein, nel corpo di Ronny, decide di farsi aiutare; dopo alcuni test il dottor Wells capisce che gli atomi di Stein stanno lottando contro quelli di Ronny: in pochissimo tempo i due causeranno un'esplosione termonucleare che distruggerà la città. Ascoltando tali notizie, Stein si reca in una landa desolata fuori città con l'intenzione di suicidarsi, ma Barry gli porta un dispositivo creato da Wells, costruito a posta per separarlo da Ronnie, anche se ciò scatena comunque un'esplosione. Joe chiede un aiuto a Cisco per indagare nuovamente sull'omicidio di Nora Allen, dove nella vecchia casa di Barry scoprono delle macchie di sangue dei due velocisti e facendo il confronto del DNA scoprono che uno è sconosciuto, l'altro è di Barry da adulto. Nel frattempo il Generale Eiling torna a Central City, dopo l'esplosione di Firestorm, incuriosito proprio da quest'ultimo.
- Guest star: Victor Garber (Martin Stein), Clancy Brown (generale Wade Eiling), Robbie Amell (Ronnie Raymond), Malese Jow (Linda Park), Bill Dow (Quentin Quale), Michelle Harrison (Nora Allen), Isabella Hofmann (Clarissa Stein), Chase Masterson (Sherry), Logan Williams (giovane Barry Allen), Herbert Duncanson (sergente Bates), Morena Baccarin (IA Gideon)
- Ascolti USA: 3 660 000 telespettatori – share 18-49 anni 5%[28]
- Ascolti Italia: 2 019 000 telespettatori - share 6.97%[29]

## Gorilla Grodd
- Titolo originale: Fallout
- Diretto da: Steve Surjik
- Scritto da: Keto Shimizu e Ben Sokolowski

### Trama
Dopo che l'esplosione nucleare separa Ronnie e il dottor Stein, Barry e la squadra credono che entrambi gli uomini siano al sicuro. Caitlin è entusiasta di avere il suo fidanzato indietro e si prepara a riprendere la loro vita insieme, mentre il dottor Stein ritorna da sua moglie. Quando il generale Eiling rivolge le sue attenzioni su Firestorm, Ronnie e il dottor Stein devono decidere se sono più al sicuro insieme o separatamente. Mason Bridge dice a Iris che c'è qualcosa di misterioso in corso presso gli S.T.A.R. Labs. Nel frattempo il dottor Stein dà a Barry alcune importanti informazioni sui viaggi nel tempo. Martin viene rapito da Eiling, ma Barry e Ronnie lo liberano dalla base del generale. Stein e Ronnie si ricongiungono, quindi Firestorm sconfigge i soldati di Eling. I due si dividono nuovamente, ma decidono di scappare perché non sono ancora al sicuro, quindi lasciano Central City per farsi ospitare da un collega di Stein che potrà aiutarli, quindi Ronnie e Caitlin si salutano promettendosi di incontrarsi di nuovo, un giorno. L'episodio si conclude con il dottor Wells, nei panni dell'Anti-Flash, che prende il generale Eiling e lo conduce nelle fognature. Dopo essersi rivelato nei suoi confronti, compare Grodd, il quale afferra Eiling per una gamba, portandoselo con sé.
- Guest star: Victor Garber (Martin Stein), Clancy Brown (generale Wade Eiling), Robbie Amell (Ronnie Raymond), Isabella Hofmann (Clarissa Stein), Roger Howarth (Mason Bridge), Herbert Duncanson (sergente Bates), Simon Burnett (Gorilla Grodd), Kelly Frye (Bette Sans Souci), Michelle Harrison (Nora Allen),
- Ascolti USA: 4 010 000 telespettatori – share 18-49 anni 4%[30]
- Ascolti Italia: 1 993 000 telespettatori - share 7.01%[31]

## Il mago del tempo
- Titolo originale: Out of Time
- Diretto da: Thor Freudenthal
- Scritto da: Todd Helbing e Aaron Helbing

### Trama
(Harrison Wells alias Eobard Thawne/Anti-Flash a Cisco in una scena dell'episodio)
L'episodio comincia con un evento di un anno prima, alla fattoria quando Clyde Mardon spara al collega di Joe West. Si scopre che a pilotare l'aereo era il fratello Mark Mardon, e si vede che entrambi vengono colpiti dalla nuvola generata dall'acceleratore di particelle.
Oggi. Barry e Linda sono al bowling per un appuntamento quando incontrano Iris e Eddie, i quali chiedono di restare e di fare una partita tutti assieme, durante la partita Eddie e Linda si accorgono che tra Barry e Iris c'è qualcosa ma non dicono nulla. Intanto Mark Mardon va all'obitorio e tortura il medico legale per sapere chi ha ucciso il fratello. Eddie e Barry vengono chiamati dalla polizia, ma Barry va all'obitorio prima come Flash e mentre sta raggiungendo il luogo del delitto vede accanto a sé una sua ombra, frena di colpo poiché credeva fosse l'Anti-Flash, e poi raggiunge l'obitorio ma come Barry. Si scopre che il medico legale in fin di vita aveva confessato che era stato Joe a uccidere il fratello.
Il capitano di polizia obbliga Joe a rimanere alla centrale, ma lui esce con Barry a mangiare, intanto tra Iris e Eddie c'è tensione e Eddie dice quello che pensa sull'amicizia tra la sua ragazza e Barry: se vuole che le cose vadano bene tra di loro, lei e Barry devono cambiare la loro amicizia.
Mardon attacca Joe e Barry, ma quest'ultimo lo salva.
Iris intanto al giornale viene incaricata di fare domande alle persone che conoscono il dottor Wells, lei domanda a Barry che in seguito ne parlerà con Caitlin e Cisco, il quale comincia a porsi delle domande e a indagare sulla sera in cui avevano intrappolato l'Anti-Flash. Mardon attacca la centrale e folgora accidentalmente il capitano che si era lanciato per salvare Joe; in seguito rapisce Joe, lo tortura e chiama Iris dicendole che se vuole vedere il padre vivo deve andare al porto da sola senza la polizia, ma lei ci va con Barry.
Cisco chiede a Caitlin di tenere il dottor Wells lontano dagli S.T.A.R. Labs per tutta la mattina, così Caitlin ne approfitta per portarlo da Jitters ma mentre discutono Wells ha un'idea riguardo a Mardon e chiede a Caitlin di farsi confezionare i caffè per l'asporto. Mentre lei è alla cassa, Wells si alza dalla sedia a rotelle e corre agli S.T.A.R. Labs, una volta lì racconta tutta la verità a Cisco: è lui l'Anti-Flash e la notte in cui era morta Nora Allen, lui era li per uccidere Barry e non la madre; inoltre dice che lui viene dal futuro e il suo vero nome è Eobard Thawne. Si scusa con Cisco dicendogli che per lui era come un figlio e poi lo uccide con la sua supervelocità.
Iris intanto al porto confessa i suoi sentimenti a Barry e si baciano mentre Mardon crea uno tsunami che ucciderà tutta Central City; così Barry chiama Caitlin chiedendole come fermare lo tsunami e lei lo informa che deve correre lungo tutta la costa in modo da creare una barriera. Barry rivela a Iris di essere Flash e le chiede di scappare, lui comincia a correre tanto da creare un buco temporale, così facendo si ritrova nel passato più precisamente alla scena iniziale quando correva per andare all'obitorio e aveva visto la sua ombra accanto a lui.
- Guest star: Liam McIntyre (Mark Mardon/Mago del Tempo), Roger Howarth (Mason Bridge), Malese Jow (Linda Park), Chad Rook (Clyde Mardon), Patrick Sabongui (David Singh), Jeremy Schuetze (Rob), Jenn MacLean Angus (Surgeon)
- Ascolti USA: 3 690 000 telespettatori – share 18-49 anni 5%[32]
- Ascolti Italia: 2 050 000 telespettatori - share 7.05%[33]

## Lisa Snart
- Titolo originale: Rogue Time
- Diretto da: John Behring
- Scritto da: Grainne Godfree (soggetto); Brooke Eikmeier e Kai Yu Wu (sceneggiatura)

### Trama
L'episodio riprende con la scena in cui Barry era tornato indietro nel tempo. Cisco parla con Barry tramite l'auricolare e gli dice di andare all'obitorio dove era stato ucciso il medico legale. Mentre è sulla scena del crimine il ragazzo si rende conto di avere già vissuto quegli avvenimenti. Barry è confuso e solo il dottor Wells capisce che si comporta in modo strano. Il ragazzo gli spiega tutto e il dottore gli dice di rivivere la giornata esattamente come quella che aveva già vissuto. Barry però non gli dà ascolto e va nel rifugio di Mardon per poi portarlo in una cella della prigione dei laboratori S.T.A.R. Si reca poi nel luogo dove lavora Iris, dove rompe con Linda e chiede alla prima di uscire, perché nella giornata che aveva vissuto, lei dichiarava i suoi sentimenti verso di lui. L'uscita però non va a buon fine, perché Iris gli dice di amare Eddie. Cisco e Caitlin vanno alla festa di compleanno del fratello di Cisco, Dante, che viene lodato di continuo dai genitori. Dante mette in imbarazzo Cisco, il quale se ne va via arrabbiato. Barry prova a correre alla stessa velocità che aveva usato per fermare lo tsunami di Mardon per tornare indietro nel tempo, ma senza successo. Intanto la sorella di Snart, con uno stratagemma, rapisce Cisco e lo porta da Snart e Mick, che lo minacciano di uccidere suo fratello Dante se Cisco non gli ricostruirà le armi che gli erano state confiscate in precedenza. Cisco, per amore verso il fratello, ricostruisce le armi e Mick, Snart e sua sorella si recano a un casinò per rapinarlo. Successivamente Dante si libera e aggredisce Mick ma il criminale ha la meglio, poi Snart gli congela le mani, Cisco è costretto a rivelare a Snart che Flash in realtà è Barry Allen e sia lui che suo fratello vengono lasciati liberi. Cisco si reca nei laboratori S.T.A.R. e dice tutto a Barry. Anche se quest'ultimo gli dice che in realtà è colpa sua, Cisco decide di andarsene dai laboratori. Il dottor Wells chiede a Cisco di seguirlo nella stanza dove era stato intrappolato l'Anti-Flash e, prima che finisca di dirgli tutta la verità, Caitlin li chiama e gli chiede di scendere. Grazie a Caitlin, Barry riesce a trovare Snart, che minaccia di sbattere in galera se farà del male ai suoi amici o alla sua famiglia. Snart decide di prendere una tregua e Barry se ne va. Mentre sta entrando nel luogo dove lavora Iris per chiederle scusa, trova Caitlin, che ha spiegato sia a Iris sia a Eddie che il "troppo affetto" deriva dal fulmine che lo aveva colpito un anno prima. Si riappacificano tutti e Barry ringrazia la ragazza per averlo coperto. Nel frattempo, il capo di Iris, mentre sta per pubblicare un articolo sul dottor Wells, viene ucciso dall'Anti-Flash. Mentre Barry sta parlando con il dottor Wells, scopre che il capo di Iris è scomparso. Si reca quindi al suo studio al dipartimento di polizia e convoca Joe. Il ragazzo rivela a quest'ultimo che aveva ragione sui sospetti nei confronti del dottor Wells.
- Guest star: Wentworth Miller (Leonard Snart/Captain Cold), Dominic Purcell (Mick Rory/Heat Wave), Peyton List (Lisa Snart/Golden Glider), Liam McIntyre (Mark Mardon/Mago del Tempo), Malese Jow (Linda Park), Patrick Sabongui (capitano David Singh), Roger Howarth (Mason Bridge), Nicholas Gonzalez (Dante Ramon), Morena Baccarin (IA Gideon)
- Ascolti USA: 3 330 000 telespettatori – share 18-49 anni 4%[34]
- Ascolti Italia: 1 682 000 telespettatori - share 5.95%[35]

## Trickster
- Titolo originale: Tricksters
- Diretto da: Ralph Hemecker
- Scritto da: Andrew Kreisberg

### Trama
15 anni prima: Flash del futuro e Anti-Flash combattono in casa Allen. Mentre Flash salva il sé stesso bambino, Anti-Flash uccide Nora e fugge. Si accorge però che la sua velocità sta diminuendo, così chiede alla sua IA Gideon il motivo di ciò. Questa gli risponde che ha esaurito la Forza della Velocità e non può tornare nel suo tempo. Il velocista urla di rabbia, non prima di essersi levato la maschera mostrando un volto assolutamente diverso da quello di Wells. Poco dopo si vede proprio il dottor Harrison Wells in una spiaggia di Starling City parlare con sua moglie Tess della costruzione di un laboratorio in cui costruire un acceleratore di particelle e quest'ultima gli suggerisce il nome Laboratori Star. Da lontano Anti-Flash li osserva. Di notte i due tornano a casa in macchina ma una striscia dentata li sbalza fuori dall'auto. Tess muore, mentre Harrison viene solo leggermente ferito.
Nel presente Barry e Joe parlano di Wells. Joe, a causa del DNA che non corrisponde, è certo che non sia l'Anti-Flash, ma è anche certo che sappia cosa accadde la notte dell'omicidio di Nora Allen. Intanto, in un parco della città iniziano a piovere dei pacchetti regalo che, a contatto con il suolo, esplodono. Poco dopo viene postato su internet il video di un uomo mascherato che si fa chiamare Trickster, il quale rivela di essere l'autore dell'attacco con le bombe. Il soprannome Trickster apparteneva a un altro uomo, rinchiuso in cella venti anni fa e che non si è mai mosso da lì, Jesse James. Barry e Joe vanno a parlargli per scoprire se ne sa qualcosa, ma Jesse, indignato che qualcuno abbia rubato la sua identità, si infuria e decide di collaborare dicendo il luogo dove è ubicato il nascondiglio che usava venti anni prima, perché di certo l'emulatore ha trovato quel posto, che si rivela essere stato svuotato. Iris pensa che il suo capo sia stato ucciso, in quanto è scomparso improvvisamente e chiede a Flash di indagare. Trickster rivela di avere una bomba che potrebbe distruggere la città e anche la sua ubicazione. Flash va lì, così come la polizia, ma era solo una trappola per distrarre le forze dell'ordine e fare evadere James Jesse, il Trickster originale. Il secondo Trickster, che si chiama Axel Walker, è un suo allievo che ha imparato tutto da lui tramite lettere, Jesse gli spiega che la ragione per cui lo ha scelto è perché Axel è suo figlio. I due hanno anche preso in ostaggio il padre di Barry. Quest'ultimo è molto agitato perché non riesce a fidarsi di Wells per la vita di suo padre, visto che è certo che sia coinvolto nella morte della madre. Joe lo incoraggia a fare buon viso a cattivo gioco e di consentirgli di dargli una mano, perché la cosa più importante è salvare suo padre. Al municipio, la sera stessa, Jesse e Axel avvelenano di nascosto lo champagne di tutti i facoltosi ospiti della serata di beneficenza, compresa Iris, per costringere tutti a versare sul loro conto decine e decine di milioni di dollari in cambio dell'antidoto. Iris riesce a chiamare suo padre e a permettere a Cisco di localizzare il cellulare e il luogo. Wells e Caitlin preparano un antidoto al veleno mentre Barry va a fermare i due Trickster, ma Jesse gli attacca al polso una bomba che esploderà se lui scenderà al di sotto dei 1000 km/h. Barry è costretto ad abbandonare gli ostaggi e a correre. Wells gli dice di correre in modo tale da fare vibrare il suo corpo al punto da renderlo come l'aria: intangibile. In questo modo, scontrandosi contro un muro, la bomba si schianterà mentre lui vi passerà attraverso. Barry è dubbioso, ma Wells, descrivendogli la sensazione della corsa necessaria, lo stimola a riuscire nell'impresa. Barry torna al municipio e inietta l'antidoto a tutti per poi fermare i Trickster. Subito dopo salva suo padre, mostrandogli chiaramente di essere Flash, come Henry aveva già capito da tempo. Poco dopo, Barry e Joe rivelano il segreto di Barry anche a Eddie, perché convinca Iris a desistere dal preoccuparsi della sorte del suo capo, convincendola che fosse partito per il Brasile. Barry dice a Joe ed Eddie che il modo in cui Wells gli aveva descritto la sensazione di correre a quella velocità era fin troppo accurato, come se avesse parlato per esperienza, ed è certo che Wells sia l'Anti-Flash. Nel passato, Harrison Wells, uscito dalla macchina, vede l'Anti-Flash che si presenta come Eobard Thawne. Quest'ultimo gli rivela che lui e la moglie hanno costruito l'acceleratore nel 2020 (quindi Barry, in quel tempo, aveva acquisito i poteri diversi anni dopo e non così presto), ma che, per tornare al suo tempo il più in fretta possibile, la costruzione dell'acceleratore deve avvenire molto prima, quindi, con uno strano marchingegno, Eobard assume le sembianze di Wells, mentre quest'ultimo muore e viene sfigurato gravemente, reso irriconoscibile.
- Guest star: Mark Hamill (James Jesse/Trickster), Matt Letscher (Eobard Thawne/Anti-Flash), Bre Blair (Tess Morgan), Devon Graye (Axel Walker/Trickster), Vito D'Ambrosio (custode Anthony Bellows), Logan Williams (giovane Barry Allen), Michelle Harrison (Nora Allen), Patrick Sabongui (David Singh), John Wesley Shipp (Henry Allen), Morena Baccarin (IA Gideon)
- Ascolti USA: 3 670 000 telespettatori – share 18-49 anni 4%[36]
- Ascolti Italia: 1 790 000 telespettatori - share 6.42%[37]

## Bug-Eyed Bandit
- Titolo originale: All Star Team Up
- Diretto da: Kevin Tancharoen
- Scritto da: Grainne Godfree e Kai Yu Wu

### Trama
Flash, Joe e Eddie collaborano per arrestare vari criminali durante una sera. Nella scena dopo, una dottoressa appena uscita da un'università di fisica applicata e robotica entra nella propria auto, ma un istante dopo averla messa in moto viene assassinata da quello che sembra uno sciame d'api. Barry, Eddie e Joe indagano sul suo omicidio e Barry dichiara che eseguirà gli esami sul corpo nel suo laboratorio anziché agli S.T.A.R. ma Joe lo convince che è meglio giocarsela di astuzia con Wells, quindi per non destare sospetti Barry esegue gli esami a laboratori S.T.A.R. Joe gli dice anche che è meglio che Cisco e Caitlin non sappiano delle loro indagini su Wells perché potrebbero farselo scappare o addirittura essere in combutta con lui. Agli S.T.A.R. si scopre che il decesso è stato causato da veleno d'ape, ma l'assenza di pungiglioni sul corpo e l'alto livello di tossina portano Wells a dedurre che il metaumano controlli le api e ne abbia esaltato la tossicità. A questo punto arriva Felicity, che gli chiede di uscire per presentargli Ray, il quale arriva con la sua tuta da Atom abbastanza instabile nel volo, che è il motivo per cui si trova lì, chiedere aiuto per sistemare la sua tuta. Il rapporto tra Iris e Eddie si fa più complicato, dal momento che Eddie gli nasconde che collabora con Flash e Iris diventa sospettosa. Per cercare di salvare il rapporto Eddie Barry e Felicity organizzano una cena, ognuno con i rispettivi partner, tranne Barry. Cisco lavora con Ray alla tuta, quando inizia a ricordare alcuni fatti della linea temporale che Barry ha cancellato tornando indietro nel tempo. Le api sono di nuovo all'attacco alla FOLSTON Tech, ma quando Flash arriva lì l'impiegato preso precedentemente di mira da una misteriosa donna con i capelli biondi è già morto. Altre api escono dal corpo dell'impiegato e Barry viene punto. Sul punto di andare in arresto cardiaco Cisco riesce a fargli ripartire il cuore grazie a un defibrillatore che aveva installato nella tuta, ma dopo quella volta non è più utilizzabile. Ray, Felicity, Barry, Eddie e Iris vanno a cena in un costosissimo locale, che Ray ha prontamente comprato per stare più tranquilli. La cena non procede per il meglio, ci sono ancora tensioni tra Eddie e Iris, e Barry è sempre più preso dalle indagini su Wells, che confessa a Felicity. Iris ha una discussione con Eddie, dopo la quale decide di tornare a vivere da suo padre. Agli S.T.A.R. scoprono che le api in realtà sono dei robot controllati da una scienziata di nome Brie Larvan, non un metaumano. Felicity trova un collegamento tra le due vittime delle api, lavoravano entrambi per i laboratori Mercury. Decidono di fare visita alla dottoressa McGee che li aiuta nelle indagini dicendo loro che i due impiegati avevano rivelato gli scopi militari di Brie Larvan facendola licenziare. A casa, Iris dice a Barry di sospettare che Eddie la tradisca, ma Barry le risponde con un profondo discorso sulla pericolosità del lavoro del suo fidanzato e su come la voglia proteggere. Felicity rintraccia lo sciame d'api e scopre che è diretto dalla dottoressa McGee. A quel punto Cisco e Ray battezzano ufficialmente la scienziata come Bug-Eyed Bandit. Il defibrillatore di Flash è andato ed esporsi sarebbe un grosso rischio, quindi Ray decide di andare al posto suo, visto che le api non possono penetrare la sua tuta. Anche se il sistema di alimentazione non era testato, Atom raggiunge i laboratori Mercury e distrae le api. Le conduce in acqua, così vanno in cortocircuito sia loro che la tuta Atom, ma Cisco riesce a farlo entrare nel loro furgone prima che le batterie si fermino completamente. Flash va dove la scienziata sta comandando le api e Felicity riesce a trovare il modo di sconfiggerla prendendo il controllo di esse. Cisco si mette tra Ray e un'ape che era riuscita a infiltrarsi nella tuta e viene punto, ma Barry lo raggiunge e facendo vibrare le sue mani lo rianima. Tina McGee raggiunge Barry e si scusa per avere precedentemente rifiutato la protezione della polizia, Barry però coglie il momento per chiederle cosa fosse successo tra lei e Wells, lei risponde che dopo la morte di Tess era come se fosse diventato un'altra persona. Ray, risolta la vicenda e il problema con la tuta, torna con Felicity a Starling City. Iris dice a Eddie che se la ama davvero deve dirle cosa sta nascondendo, ma lui, non potendo, sta zitto e Iris se ne va, intanto Barry si accorge di come Eddie stia male. Alla fine della puntata Caitlin e Cisco, credendo di essere stati invitiati a una sfida di karaoke, raggiungono Barry al suo laboratorio. Barry rivela loro i suoi sospetti su Wells e che lui sia l'Anti-Flash. Caitlin non è convinta, mentre invece Cisco confida i suoi incubi in cui il dottor Wells è l'Anti-Flash e lo uccide.
- Guest star: Emily Bett Rickards (Felicity Smoak), Brandon Routh (Ray Palmer/Atom), Amanda Pays (Tina McGee), Emily Kinney (Brie Larvan/Bug-Eyed Bandit)
- Ascolti USA: 3 670 000 telespettatori – share 18-49 anni 5%[38]
- Ascolti Italia: 1 907 000 telespettatori - share 7.01%[39]

## Everyman
- Titolo originale: Who is Harrison Wells?
- Diretto da: Wendey Stanzler
- Scritto da: Ray Utarnachitt e Cortney Norris

### Trama
Barry, Joe e Cisco continuano a indagare su Wells, mentre Caitlin trova sbagliato fare certe supposizioni, dato che lei ha una grande stima del suo capo. Joe e Cisco decidono di andare a Starling City per esaminare il luogo dove è morta la moglie di Wells, e si fanno aiutare dal detective Quentin Lance. Intanto Barry e Eddie indagano su un nuovo metaumano, che usa i suoi poteri per compiere le sue malefatte, un mutaforma che compie i suoi crimini assumendo le identità di altre persone per attribuire a loro la colpa. Quindi Eddie e Barry fanno una veloce ricerca per risalire al criminale, esaminando i casi in cui i presunti colpevoli si dichiaravano innocenti, e risalgono al nome di un certo Hannibal Bates, il quale riesce a ricopiare le fattezze di una persona toccandola. Barry e Eddie gli danno la caccia, ma Hannibal tocca Eddie e prende le sue sembianze, sparando a dei poliziotti, ferendoli gravemente. Eddie viene arrestato, e quindi Barry, per evitare che il suo amico faccia la stessa fine di suo padre, si mette sulle tracce del mutaforma. Joe, Cisco e Quentin esaminano il luogo dell'incidente, e Cisco rivela dei tachioni con un dispositivo, comprovando le tracce di un viaggio nel tempo, e dunque si mettono a scavare e trovano un cadavere. Hannibal va a trovare Barry a casa sua e di Joe, e tramortisce il ragazzo, prendendo il suo portafoglio, il suo cellulare e la sua identità. Hannibal, spacciandosi per Barry, va agli S.T.A.R. Labs, e incontra Caitlin, il mutaforma cerca di sedurla, baciandola, ma poi arriva Iris, che cerca di coinvolgere Caitlin e Barry nelle indagini per scagionare Eddie, e proprio quando Hannibal si apprestava a ucciderle entrambe, Eobard lo mette al tappeto con un taser elettrico, avendo capito che non era Barry. A Starling City, intanto, Cisco costruisce per Laurel un nuovo dispositivo a ultrasuoni. Mentre Caitlin e Iris portano Hannibal alla centrale di polizia, il mutaforma riesce a scappare. Caitlin va a casa di Joe e Barry, e trova quest'ultimo imbavagliato e legato. Caitlin localizza Hannibal all'aeroporto, grazie al segnale del cellulare di Barry che Hannibal aveva rubato. Barry va all'aeroporto e, dopo avere trovato Hannibal, lo affronta sconfiggendolo, rinchiudendolo in una cella degli S.T.A.R. Labs. Il loro scontro è stato immortalato da una videocamera, e Barry fa vedere il video al procuratore, che nonostante l'incredulità, scagiona Eddie dalle accuse, anche se questo suscita la sua preoccupazione sostenendo che forse la legge non è pronta ad affrontare questi individui. Iris abbraccia Eddie, i due fanno pace e il detective, senza scendere nel dettaglio, rivela alla sua fidanzata che lui lavora con Flash. Joe e Cisco tornano a Central City, e purtroppo Caitlin si vede costretta a dare ragione a loro perché il dottor Wells non è chi dice di essere dato che il cadavere che Cisco e Joe hanno trovato, dopo avere fatto il test del DNA, si rivela proprio quello del vero Harrison Wells. Barry, Caitlin e Cisco, usando il dispositivo di quest'ultimo, che localizza i tachioni, trovano la stanza segreta di Eobard, dove lui nasconde la sua divisa gialla.
- Guest star: Katie Cassidy (Laurel Lance/Black Canary), Paul Blackthorne (Detective Quentin Lance), Martin Novotny (Hannibal Bates/Everyman), Patrick Sabongui (David Singh), Barbara Wallace (Signora Bates)
- Ascolti USA: 3 750 000 telespettatori – share 18-49 anni 4%[40]
- Ascolti Italia: 1 845 000 telespettatori - share 6.66%[41]

## La trappola
- Titolo originale: The Trap
- Diretto da: Steve Shill
- Scritto da: Alison Schapker e Brooke Eikmeier

### Trama
Dopo avere scoperto la stanza del futuro del dottor Wells, Barry scopre che Wells lo vuole uccidere, inoltre scopre che Gideon, l'IA della stanza, è stato creato proprio da una versione futura di Barry. Eddie chiede a Joe il permesso di sposare Iris, ma lui gli risponde con un secco "No", e Eddie, deluso, non ne capisce la ragione. Barry, Caitlin, Cisco, Joe e Eddie discutono su cosa fare, Cisco continua a ricordare qualcosa sulla precedente linea temporale cancellata da Barry, dove Wells lo uccide, infatti non capiscono come sia possibile che Cisco lo ricordi dato che la linea temporale è stata riscritta. Joe intanto, con un flashback, ripensa al giorno in cui conobbe Wells la prima volta: Barry era ancora in coma e Wells andò a trovarlo in ospedale e convinse Joe a trasferire Barry agli S.T.A.R. Labs, dove avrebbero potuto seguirlo meglio. Eddie informa Barry che ha deciso di sposare Iris, e gli chiede di convincere Joe a cambiare idea sul suo dissenso. Barry chiede al capitano Singh se si sente bene, infatti vuole sapere se si ricorda qualcosa della linea temporale cancellata, dato che Mark Mardon lo aveva ferito gravemente, ma lui non ha alcun ricordo di quegli avvenimenti, e dunque Barry non riesce a spiegarsi come sia possibile che Cisco invece ricordi tutto. Cisco cerca, attraverso un marchingegno costruito da lui con l'aiuto di Caitlin, di rivivere il ricordo di quando Anti-Flash lo uccise, e così scopre tutto: cioè che il suo vero nome è Eobard Thawne, che è stato lui a uccidere la madre di Barry, e che il giorno di Natale lui e l'Anti-Flash furono visti insieme perché quello vestito in giallo era un riflesso della velocità. Per fare uscire il padre dalla prigione Barry, con l'aiuto di Cisco, costruisce una trappola all'interno del bunker, un campo di forza che respinge i supervelocisti, così da potere rivedere la scena del sogno e proiettarla come se fosse vera, per fare svelare la dichiarazione a Eobard. Barry chiede a Joe per quale motivo non approva il fatto che Eddie sposi Iris, e Joe gli dice che se Iris lo sposasse farebbe un errore, perché lei in realtà ama Barry, e l'unico motivo per cui lo nega è perché ha paura di non sapere gestire quello che prova per lui, e se Eddie le chiedesse di sposarlo lei risponderebbe di sì solo perché si farebbe trascinare sul momento dalla corrente del romanticismo, ma il loro sarebbe un matrimonio infelice e Iris resterebbe con lui solo per una questione di fedeltà. Con un altro flashback si vede Iris, accanto a Barry, mentre lui era in coma agli S.T.A.R. Labs, e gli esprime il suo dolore nel non averlo accanto, a un tratto, però, una piccola scossa elettrica, dalla mano di Barry, colpisce quella di Iris. Attirando Eobard dove avevano cercato di catturare l'Anti-Flash la prima volta, Cisco cerca di farlo confessare, non riuscendoci. Eobard, stranamente oltrepassa il campo di forza nonostante fosse stato progettato contro i supervelocisti, e proprio mentre Eobard sta per uccidere Cisco, Joe spara, uccidendo Eobard, mentre Barry si dispera pensando alla sorte del padre. Ma Eobard, caduto a terra, si trasforma nel mutaforma Hannibal Bates. Eobard li contatta ironicamente da lontano, dicendo a Barry di essere sempre un passo avanti a lui. Mentre stanno parlando, Cisco si accorge che Eobard è nella camera segreta. Barry corre lì ma scopre che vi è solo la sedia a rotelle di Eobard. In più sullo sfondo Gideon gli mostra tutti i video che Eobard aveva a disposizione con tutti loro in svariate occasioni: Eobard aveva telecamere nascoste ovunque. Barry pensava di poterlo mettere in trappola, ma in realtà erano loro a essere caduti in trappola, da sempre. Dai video si capisce qual è il suo prossimo obiettivo: Iris. Barry riesce ad arrivare un attimo prima che Eobard la colpisca, ma anche stavolta l'uomo venuto dal futuro lo aveva previsto e scappa via portandosi dietro Eddie, che definisce la propria "assicurazione". Barry gli corre dietro dopo avere detto a Iris di tornare a casa e di non dire niente a nessuno. Prima di partire lo sfiorare della mano di Iris, la quale prende nuovamente la scossa, scaturisce in lei un ricordo di quando Barry era in coma e capisce che Barry è Flash.
- Guest star: Morena Baccarin (IA Gideon), Martin Novotny (Hannibal Bates/Everyman), Patrick Sabongui (David Singh), Jeremy Schuetze (Rob)
- Ascolti USA: 3 930 000 telespettatori – share 18-49 anni 5%[42]
- Ascolti Italia: 1 763 000 telespettatori - share 7.33%[43]

## Grodd vive
- Titolo originale: Grodd Lives
- Diretto da: Dermott Downs
- Scritto da: Grainne Godfree e Kai Yu Wu

### Trama
Barry si mette alla ricerca di Eddie, intanto Iris va a trovare Barry agli S.T.A.R. Labs, e lo vede mentre indossa la tuta di Flash, confermando ormai i suoi sospetti. Barry cerca di discutere con lei, dicendole che le ha tenuto nascosto il segreto per proteggerla, inoltre informa l'amica che è Wells il rapitore di Eddie, ma Iris non riesce a perdonare Barry per tutte le menzogne che le ha raccontato, specialmente perché tutti, compresi Caitlin, Cisco, Joe e Eddie erano al corrente del suo segreto, tranne lei. Barry affronta un uomo in divisa, con tanto di maschera, poi lo sconfigge, ma scopre che si tratta del generale Eiling, quindi lo porta in una cella degli S.T.A.R. Labs, sembra che il generale non sia nemmeno cosciente, come se la sua mente fosse sotto il controllo di qualcuno, infine l'uomo inizia a parlare con una voce che non è nemmeno sua, che afferma di chiamarsi Grodd. Caitlin capisce che questo Grodd sta manipolando Eiling, inoltre la ricercatrice rivela che Grodd era un esperimento a cui Eobard e Eiling collaborarono cinque anni fa, Eiling voleva creare dei soldati con grandi capacità mentali, quindi lui e Eobard fecero degli esperimenti su un gorilla, Grodd, iniettandogli delle sostanze, che però non ebbero alcun effetto su di lui, però, probabilmente, il giorno in cui l'acceleratore di particelle donò i poteri ai metaumani, face sì che pure Grodd, tramite le sostanze iniettate, ottenne i poteri di cui ora sembra essere in possesso. Iris parla con suo padre, rimproverandolo per non averle detto il segreto di Barry, perché se l'avesse resa partecipe della cosa, probabilmente si sarebbe difesa meglio da Wells. Intanto Eddie è ancora prigioniero di Eobard, il quale gli rivela che Eddie è un suo antenato, inoltre decide di umiliarlo rivelandogli che tutti i membri della famiglia in futuro raggiungeranno grandi risultati, mentre lui è solo un mediocre poliziotto, inoltre la donna che lui ama, Iris, in futuro diventerà la moglie di Barry, infatti gli fa leggere un articolo di giornale del futuro, scritto dalla sua fidanzata, dove si firma con il nome di "Iris West-Allen". Quest'ultima, intanto, aiuta Barry nella sua lotta contro Grodd, dicendo alla squadra che se vogliono trovare la bestia, dovranno cercarla nelle fogne, perché lì sono state segnalate diverse aggressioni di animali di grandi stature. Barry, Joe e Cisco scendono nelle fogne e, proseguendo avanti nel percorso, vedono delle scritte sulle pareti dell'impianto fognario, probabilmente fatte da Grodd, quindi Barry capisce che il gorilla diventa sempre più intelligente con il tempo. Grodd si avvicina al gruppo, e Barry inizia a sentirsi male, Grodd poi rapisce Joe. Tornando agli S.T.A.R. Labs, Caitlin fa capire a Barry che probabilmente il segnale psichico emanato dalla mente di Grodd indebolisce Barry, la squadra non sa come affrontare questa minaccia dato che è la prima volta che affrontano un nemico senza l'aiuto di Eobard, perché nonostante il criminale venuto dal futuro li ha ingannati, è anche vero che li ha istruiti, ma ora dovranno cavarsela da soli. Iris litiga ancora con Barry per tutti i suoi segreti, ma Barry afferma che pure Iris non è stata del tutto onesta con lui, perché lei afferma di non provare niente per Barry, ma quest'ultimo è consapevole che in realtà è innamorata di lui. Cisco costruisce per Barry un casco che dovrebbe isolare la sua mente dal potere psichico di Grodd, il gorilla intanto tiene Joe prigioniero, il detective vede la bestia in tutta la sua grandezza, e capisce che Grodd considera Eobard una sorta di padre. Barry affronta nuovamente Grodd, e grazie al casco riesce a contrastare il suo potere psichico, il supereroe decide di sconfiggerlo con la stessa strategia con la quale sconfisse Tony Woodward, cioè colpendolo con un pugno a velocità ultrasonica, ma Grodd blocca il colpo e scaraventa Barry contro una parete, danneggiando il casco di Cisco, quindi Barry è nuovamente vulnerabile al potere psichico del gorilla, indebolendosi, lo scontro poi si sposta all'interno di una galleria sotterranea. Iris parla con Barry dall'auricolare dicendo all'amico di concentrarsi, Barry poi visualizza l'immagine di Iris, e concentrandosi solo su di essa, riesce a contrastare il potere psichico di Grodd. Lo scontro tra i due continua, ma viene interrotto quando Grodd viene investito dalla metropolitana. Barry poi salva Joe portandolo in ospedale. Eiling riesce a liberarsi dal controllo di Grodd, quindi Barry lo fa uscire dalla cella, Eiling rivela a Barry che lui è ben consapevole che il ragazzo e Flash sono la stessa persona, e che se volesse potrebbe catturarlo, ma puntualizza che per ora dovranno collaborare, inoltre Eiling per adesso si concentrerà nella caccia a Grodd, dato che è ancora vivo. Barry parla con Cisco e Caitlin dicendo loro che finalmente non hanno più bisogno di Eobard, perché adesso sono pronti ad affrontare le minacce future anche da soli. Iris e Barry hanno modo di parlare nuovamente, e la ragazza ammette di provare qualcosa per lui, ma che ora trovare Eddie è la priorità, Barry giura di ritrovare Eddie, ma puntualizza anche lui e Iris poi dovranno approfondire i sentimenti che provano, facendo intendere che Barry ora è pronto più che mai a combattere per Iris e per il loro amore. Eobard riesce a ultimare i preparativi del suo progetto, l'episodio si conclude con lui che pronuncia la frase "Si torna a casa".
- Guest star: Clancy Brown (generale Wade Eiling), Simon Burnett (Gorilla Grodd), David Sobolov (voce di Gorilla Grodd), Patrick Sabongui (David Singh)
- Ascolti USA: 3 620 000 telespettatori – share 18-49 anni 5%[44]
- Ascolti Italia: 1 746 000 telespettatori - share 6.74%[45]

## I nemici
- Titolo originale: Rogue Air
- Diretto da: Doug Aarniokoski
- Scritto da: Aaron Helbing e Todd Helbing

### Trama
Cisco scopre che Eobard, nella sedia a rotelle, nascondeva un dispositivo capace di alimentare un'intera città, che gli permetteva di correre più velocemente di Barry. Joe e Iris portano Eddie in salvo, mentre Barry prova a catturare Eobard, ma lui riesce a scappare. Eddie dice a Barry e alla squadra che Eobard ha creato un congegno chiamato "chiave", che ha la forma di un piccolo cilindro. Cisco lo trova. Il dispositivo è un alimentatore di energia, che si attiverà nel giro di poco tempo. Infatti Eobard vuole riaccendere l'acceleratore di particelle, e Cisco non sa come disattivare il cilindro energetico. Barry è preoccupato, per i metaumani Mark Mardon/Il Mago Del Tempo, Roy Bivolo/Rainbow Raider, Shawna Baez/Peek-a-Boo, Jake Simmons/Deathbolt e Kyle Nimbus/The Mist, che sono ancora prigionieri nelle celle degli S.T.A.R. Labs. Infatti se l'acceleratore venisse acceso loro morirebbero. Quindi è necessario spostarli in un luogo sicuro, e a Barry viene in mente l'isola di Lian Yu, dove l'ARGUS detiene i criminali peggiori.
Per trasportare i metaumani Cisco usa un camion di proprietà di suo zio, che bloccherà i loro poteri collegando alla cella frigorifera del mezzo un dispositivo che dovrebbe sopprimere le loro capacità da metaumani, e sarà la sorella di Leonard, Lisa, a guidare il mezzo di trasporto. Iris trova strano che Eddie sia così distante da lei, soprattutto ora che ha scoperto che voleva sposarla. Quindi gli chiede cosa c'è che non va, e lui le risponde che non ha più intenzione di chiederla in moglie, perché Eobard gli ha fatto vedere il futuro, rivelandole che lei e Barry un giorno si sposeranno. Intanto Barry e i suoi amici, con l'aiuto di Leonard e Lisa, raggiungono la pista di atterraggio e l'aereo dell'ARGUS si appresta ad atterrare, ma stranamente il dispositivo che doveva tenere bloccati i poteri dei metaumani, smette di funzionare, quindi Mark distrugge l'aereo dell'ARGUS con un fulmine. I metaumani, ormai liberi, affrontano Barry, e Mark lo mette al tappeto con un fulmine, mentre Jake si appresta a ucciderlo, ma Leonard salva Barry. Mark e Roy si apprestano a combattere, ma Leonard minaccia Mark di ucciderlo con la sua pistola, mentre Lisa punta la sua contro Bivolo, convincendoli a fermarsi. Poi Leonard dice ai metaumani che sono liberi, quindi Mark, Roy, Shawna e Kyle scappano. Barry è ancora per terra e Leonard ha l'occasione per ucciderlo, ma decide di risparmiarlo.
Barry capisce che è stato Leonard a manomettere il dispositivo per inibire i poteri dei metaumani, e lui conferma la tesi dicendo di avere fatto tutto ciò perché avere per debitori i metaumani è un'occasione unica. Inoltre sostiene che la colpa è di Barry, perché si era accordato con Leonard, pur sapendo che è un criminale, infine lui e Lisa scappano via. La fine dell'episodio, vede Eobard Thawne, sempre con le fattezze da Harrison Wells,fare ritorno ai Laboratori STAR, ma Barry, già pronto, lo affronta con l'aiuto di Firestrom e Al-Sa-Him (Arrow, ancora membro della Lega degli Assassini) e dopo un duro scontro, l'AntiFlash viene sopraffatto e imprigionato. 
- Guest star: Stephen Amell (Oliver Queen/Arrow), Robbie Amell (Firestorm), Wentworth Miller (Leonard Snart/Captain Cold), Peyton List (Lisa Snart/Golden Glider), Liam McIntyre (Mark Mardon/Mago del Tempo), Paul Anthony (Roy Bivolo/Rainbow Raider), Anthony Carrigan (Kyle Nimbus/The Mist), Doug Jones (Jake Simmons/Deathbolt), Britne Oldford (Shawna Baez/Peek-a-Boo), Danielle Nicolet (procuratore distrettuale Cecile Horton)
- Ascolti USA: 3 650 000 telespettatori – share 18-49 anni 5%[46]
- Ascolti Italia: 1 872 000 telespettatori - share 7.22%[47]

## Wormhole
- Titolo originale: Fast Enough
- Diretto da: Dermott Downs
- Scritto da: Greg Berlanti e Andrew Kreisberg (soggetto); Gabrielle Stanton e Andrew Kreisberg (sceneggiatura)

### Trama
Eobard e Barry parlano e il criminale venuto dal futuro gli rivela la verità: lui e Barry in futuro saranno nemici, e che durante il loro ultimo scontro tornarono indietro nel tempo. Eobard voleva uccidere Barry quando era un bambino, ma la sua versione futura gli salvò la vita, quindi Eobard decise di uccidere sua madre pensando che il trauma per la sua perdita non gli avrebbe permesso di diventare un supereroe. Eobard però non ha il controllo della supervelocità come Barry, quindi i suoi poteri diminuirono e ciò gli impedì di tornare a casa; l'unico che poteva usare la forza della velocità per viaggiare nel tempo era Flash, quindi si vide costretto a costruire l'acceleratore di particelle e a donare i poteri alla sua nemesi, così che Barry potesse riportare Eobard a casa. Ormai catturato, suggerisce a Barry di tornare indietro, azionando l'acceleratore di particelle: Barry dovrà correre così velocemente all'interno dell'anello dell'acceleratore che quando colpirà il protone di idrogeno creerà un wormhole, ma in cambio Barry dovrà aiutarlo a tornare nella sua epoca.
Stain e Caitlin dicono a Barry che lui dovrà colpire la particella a una velocità di Mach 2, inoltre Stain informa Barry che se Flash non correrà abbastanza veloce morirà, inoltre ha solo un minuto e cinquantadue secondi per salvare la madre, o si formerebbe una Singolarità (buco nero) che inghiottirà l'intera Città o la Terra. Cisco ha l'incarico di costruire la macchina del tempo, e chiede a Eobard come migliorarla, intanto gli parla della linea temporale che Barry ha cancellato, dove Eobard lo uccide, a quel punto Eobard comprende che Cisco è un metaumano, e il motivo per cui ricorda gli avvenimenti di quella sequenza temporale, nonostante non esista più, e perché lui ha il potere di vedere attraverso le vibrazioni del tempo e della realtà. Eddie cerca di rendersi utile per il gruppo, anche se sente di valere poco, ma Stein lo contraddice perché secondo lui per fare sì che la vita di Eddie sia diventata quella che è ora, sono avvenute tante coincidenze, quindi Eddie ritrova fiducia in se stesso e si rimette insieme a Iris. Barry dice a Joe che non è più sicuro di volere tornare indietro se questo significa mettere tutti in pericolo con la Singolarità. Intanto Ronnie e Caitlin si sposano, con tutti gli amici presenti.
Barry torna indietro nel tempo e vede gli eventi passati, presenti e futuri: tra questi c'è Caitlin che è diventata la metaumana Killer Frost, l'entrata del Museo di Flash, lui stesso che parla in una cella di prigione, la squadra di Legends of Tomorrow. Tornato per salvare Nora, Barry viene fermato dal se stesso del futuro, che gli fa capire che quello che sta per fare sia sbagliato, l'eroe assiste al momento del colpo di grazia alla madre e prima di tornare nel suo tempo dà il suo l'addio in lacrime a Nora. Eobard intanto sta per tornare a casa, pressato dalla comparsa dal wormhole di uno strano elmetto, ma Barry ferma il suo piano. Eobard combatte con Flash e mentre sta per dargli il colpo di grazia, Eddie si spara dimostrando a tutti di essere un eroe, con il suo suicidio lui cambia gli eventi futuri impedendo alla sua discendenza di proseguire, e Eobard, dopo avere ripreso il suo aspetto originale, smette di esistere. Eddie muore tra le braccia di Iris. Dopo la sua morte si apre un varco temporale per via del paradosso formato che sta per assorbire tutto il mondo: Barry tenta quindi di fermarlo, finendo dentro il vortice.
- Guest star: Victor Garber (Martin Stein), Wentworth Miller (Leonard Snart/Captain Cold), Matt Letscher (Eobard Thawne/Anti-Flash), Robbie Amell (Ronnie Raymond/Firestorm), Michelle Harrison (Nora Allen), Patrick Sabongui (David Singh), John Wesley Shipp (Henry Allen), Ciara Renée (Kendra Saunders)
- Ascolti USA: 3 870 000 telespettatori – share 18-49 anni 5%[48]
- Ascolti Italia: 1 908 000 telespettatori - share 7.59%[49]